# Wehe-den Hoorn
Wehe-den Hoorn (Gronings: t Hörn-Wij of Wij; dorpsdeel Den Hoorn ook Hoorn) is een dorp in de gemeente Het Hogeland in het noorden van de Nederlandse provincie Groningen. Het dorp telde in 2023 volgens het CBS 705 inwoners. In Wehe stond eerder het gemeentehuis van de gemeente Leens, waartoe dit dorp van 1811 tot 1990 behoorde.
Het dorp bestaat uit twee delen:
- Wehe, rond de wierde
- Den Hoorn, langs het kanaal de Hoornse Vaart

## Starkenborgh

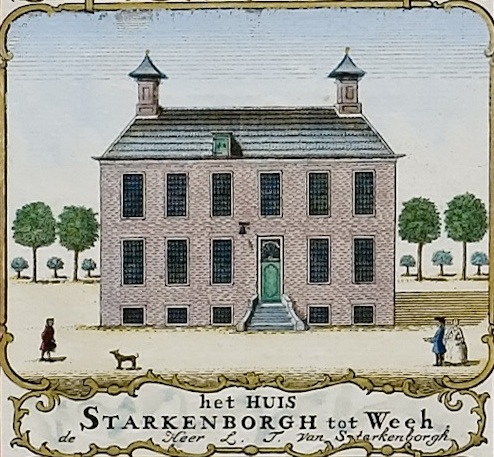
De Starkenborgh op de kaart van Theodorus Beckeringh (1781).

Even ten noorden van het dorp stond tot 1840 de borg Borgweer of de Starkenborgh, de woonstede van de familie Tjarda van Starkenborgh Stachouwer. In de voormalige hervormde kerk van Wehe zijn hiervan herinneringen te vinden, zoals wapenschilden en een grafkelder. Naar een lid van deze familie is het Van Starkenborghkanaal genoemd. De monumentale boerderij Borgweer werd rond 1900 aan het begin van de oprijlaan gebouwd.

## Kerkelijk leven
Niet alleen bestaat het dorp uit twee delen, de bevolking is ook verschillend van geloof. Wehe is overwegend hervormd, net als het overgrote deel van het Hogeland. Het in de 16e eeuw reeds genoemde lintdorp Den Hoorn is een katholieke enclave, en als zodanig de oudste rooms-katholieke parochie van de streek. Ze werd in de 17e eeuw als schuilkerk gesticht door de jonker van de Lulemaborg te Warfhuizen, die hardnekkig weigerde de reformatie aan te nemen. Rond 1700 stond in Den Hoorn ook een doopsgezinde vermaning.
De hervormde kerk van Wehe dateert uit de 13e eeuw en heeft een in 1656 verhoogde toren. In de kerk staat een orgel van Doornbos uit 1923, dat diende als vervanger voor een orgel dat in 1839 werd gekocht van Abraham Meere.
De eerste katholieke kerk (een schuurkerk) werd gesticht in 1733. In 1803 verrees ter vervanging hiervan een eenvoudige kerk in neoclassicistische stijl en in 1926 verrees de huidige Sint-Bonifatiuskerk. Deze werd ontworpen door Joseph Cuypers en zijn zoon Pierre Cuypers jr. in een expressionistische stijl die invloeden vertoont van het werk van Dom Bellot. In tegenstelling tot de nabijgelegen Willibrordusparochie van Kloosterburen is de Hoornster parochie een 'diasporaparochie': bijna alle dorpen van De Marne vallen onder haar jurisdictie. Wehe-den Hoorn is ook de startplaats van de processies naar Onze Lieve Vrouwe van de Besloten Tuin in de kluiskapel van het bedevaartplaatsje Warfhuizen.
Aan de Cleveringastraat staat een koninkrijkszaal van Jehova's getuigen.

## Fotogalerij

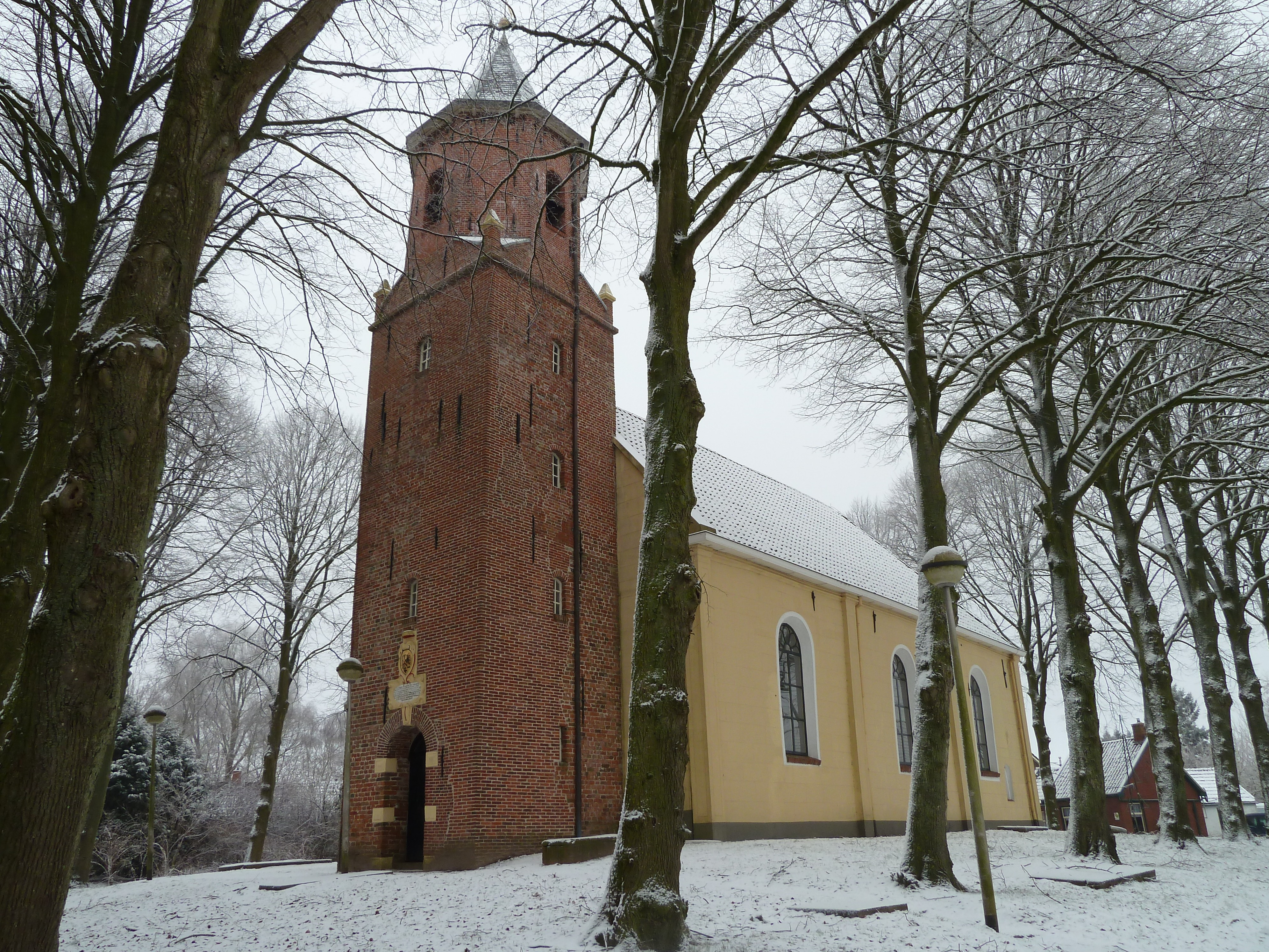
Hervormde kerk van Wehe Oorspronkelijk gebouwd in 2e kwart 13e eeuw en toren in 1656 (bekroning vernieuwd in 1819 en 1912). Gepleisterd in 1880.
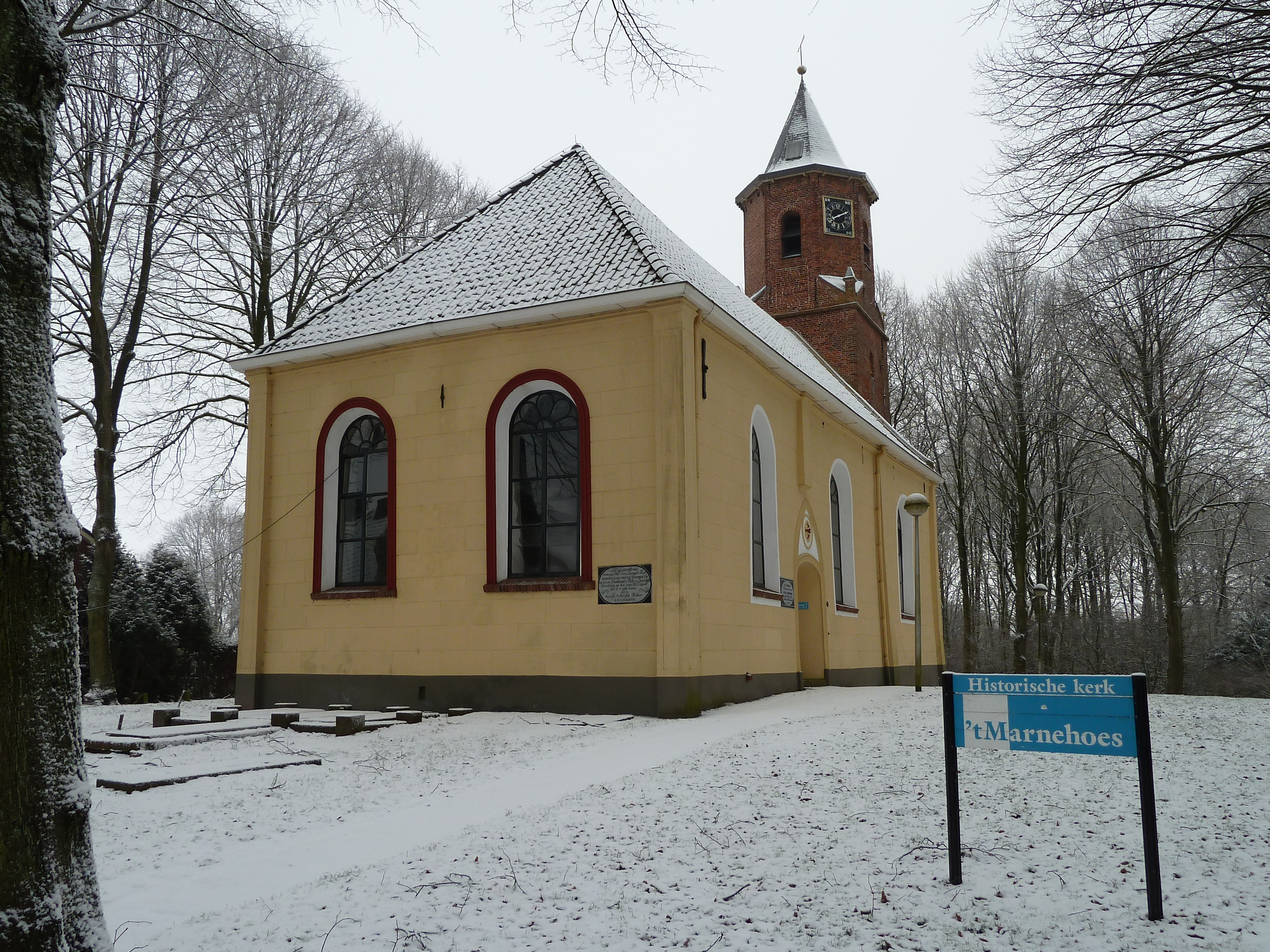
Achterzijde Hervormde kerk van Wehe.
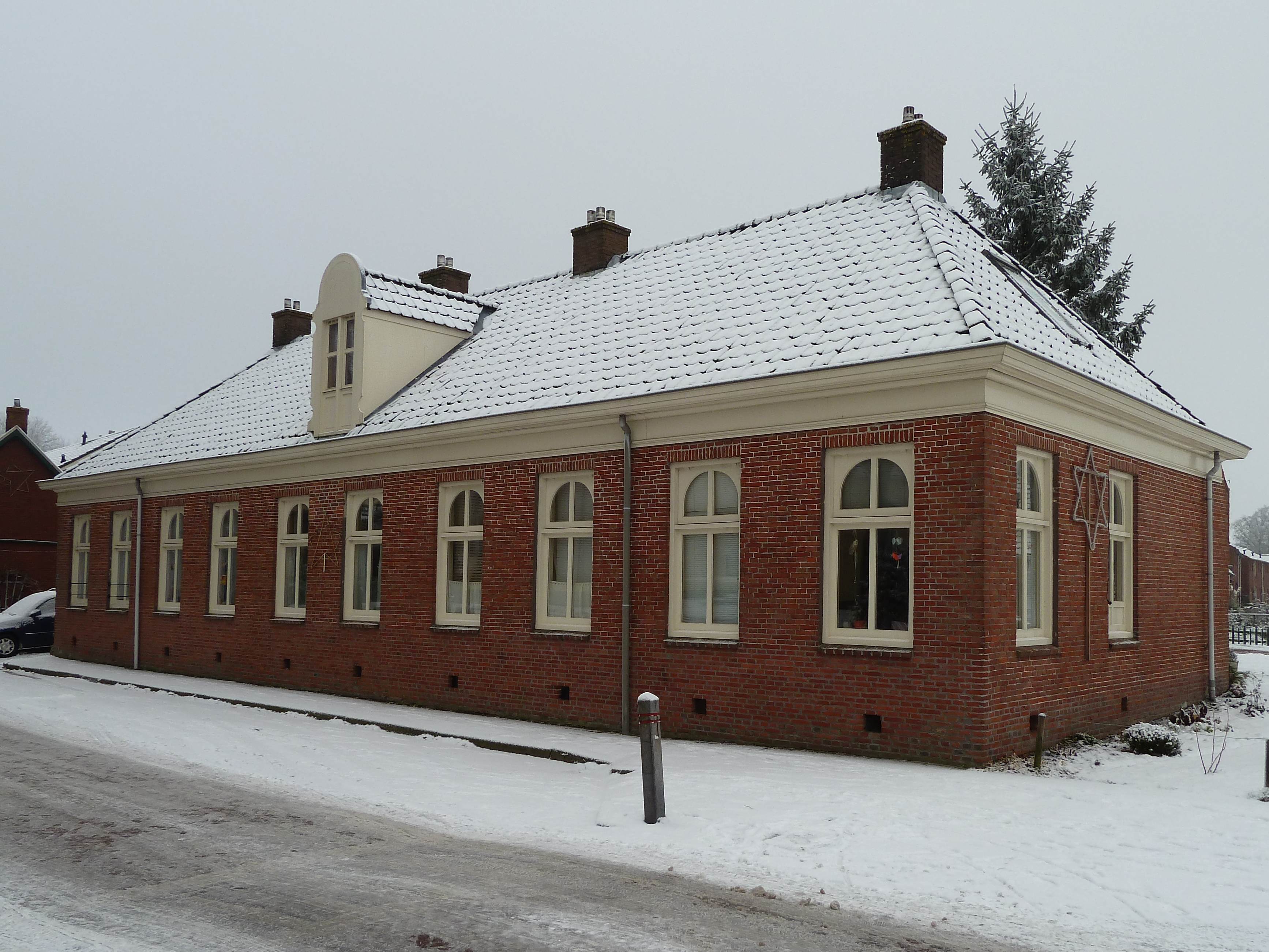
Armenhuis tegenover de hervormde kerk
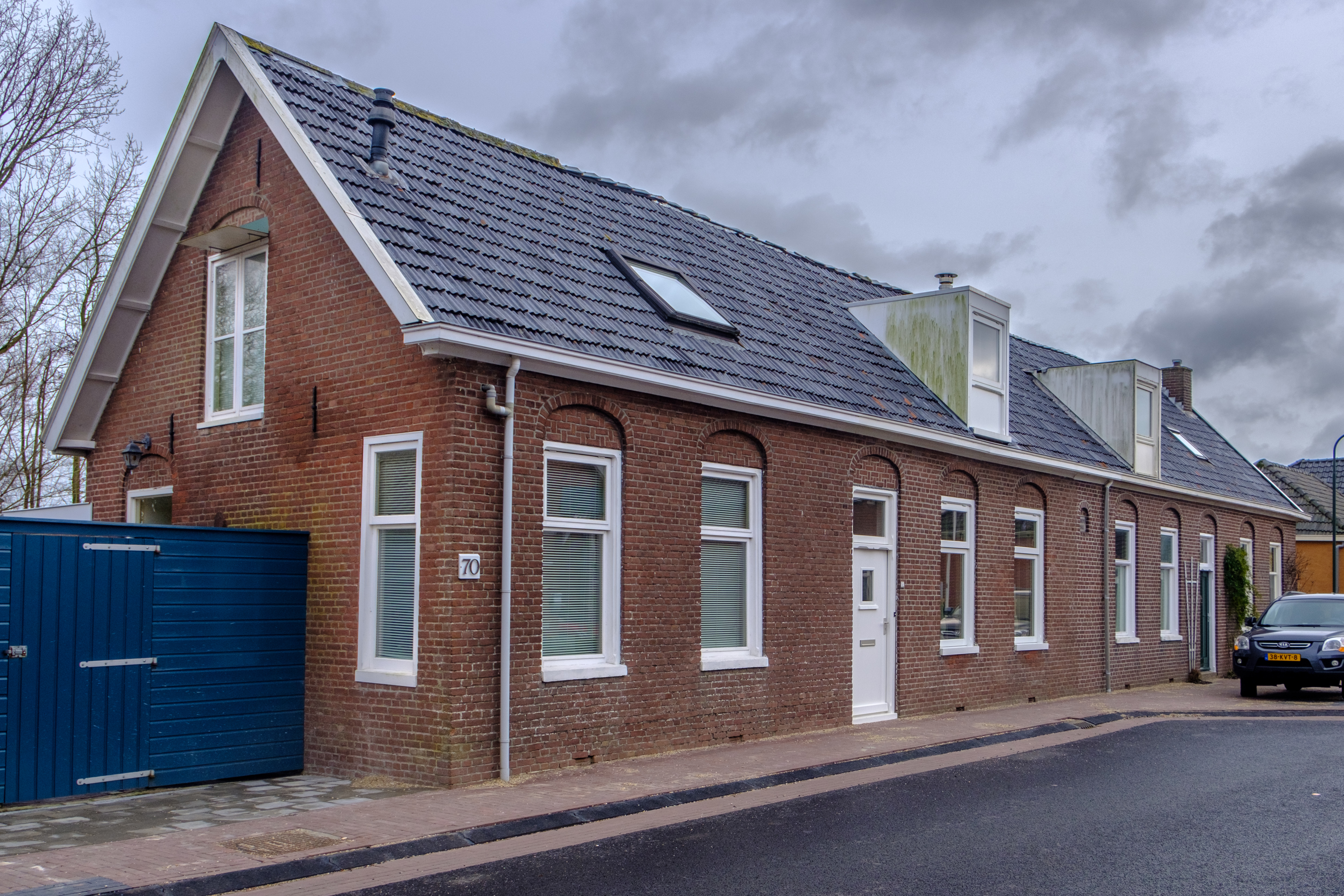
Voormalig armenhuis aan de Mernaweg
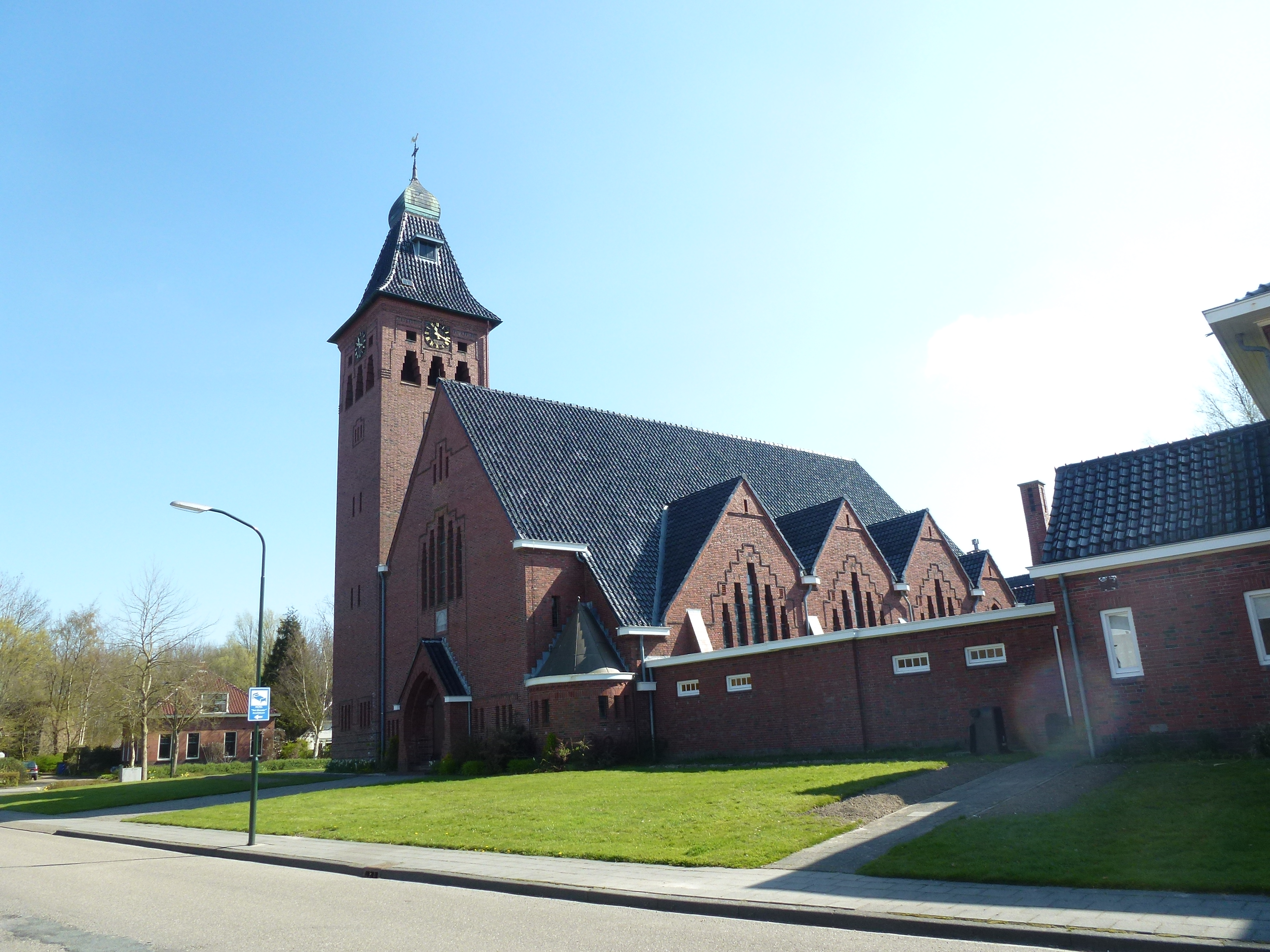
De rooms-katholieke kerk met pastorie in dorpsdeel Den Hoorn
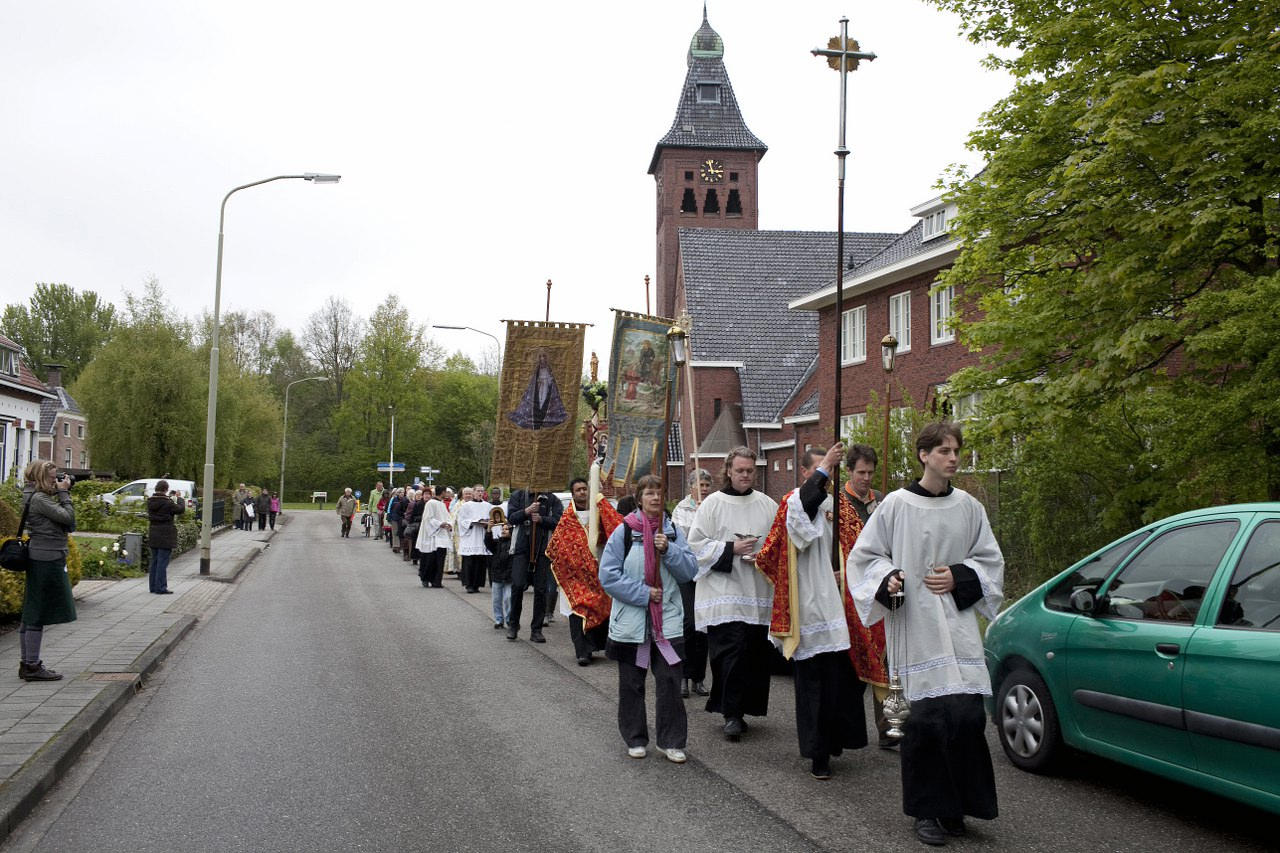
Het opstellen van een processie van Wehe-den Hoorn naar de Bedroefde Moeder van Warfhuizen
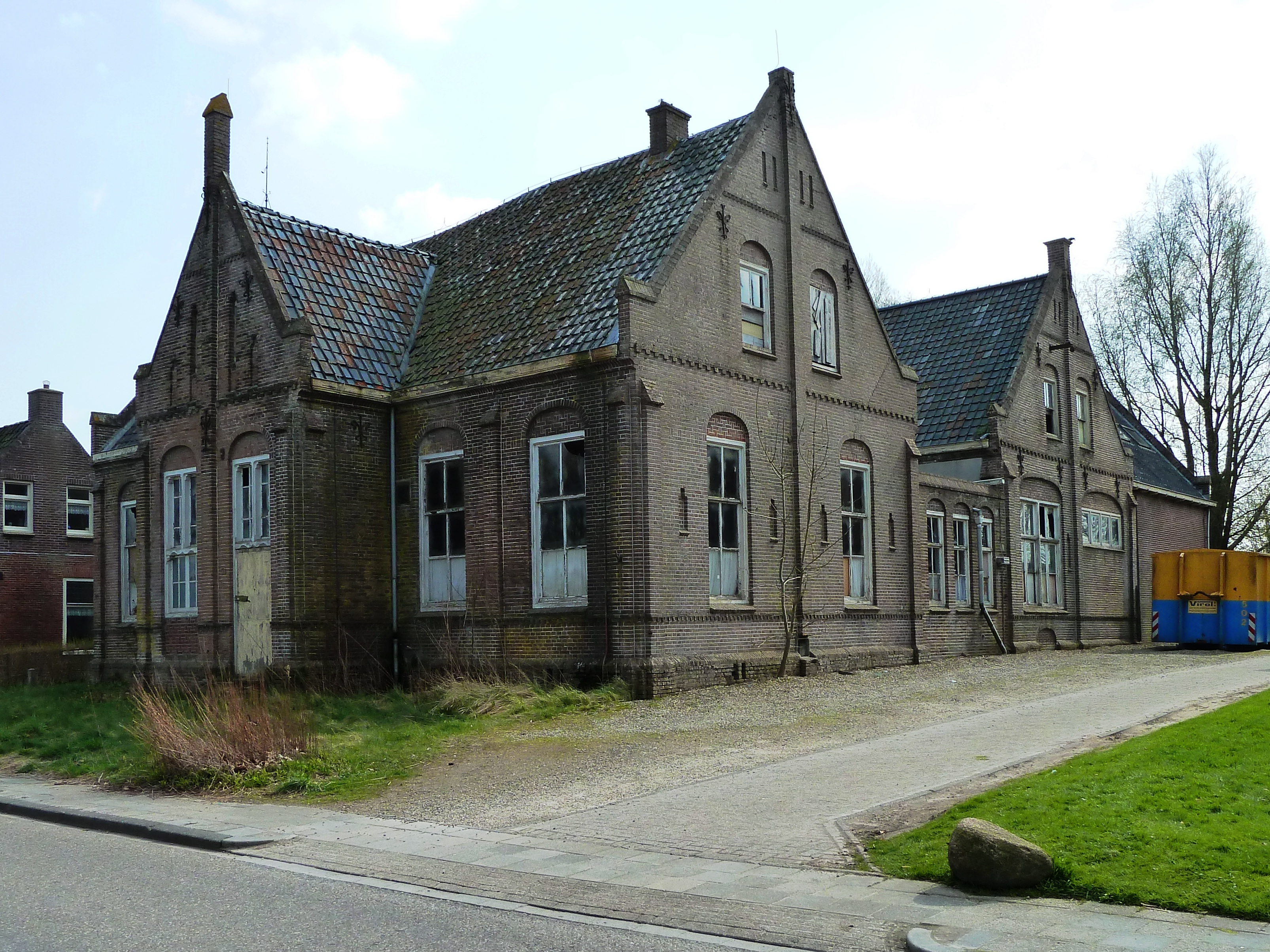
Het oude katholieke parochiehuis (1873), een gebouw ontworpen door Alfred Tepe. Later werd hier de St-Jozefschool gevestigd. Nadat het gebouw in 1970 werd gesloten, verviel het gebouw langzamerhand. In 2013 werd begonnen met een eerste restauratie. In 2022 werd begonnen met een nieuw project, waarbij het moet worden omgevormd tot een kunstcentrum gewijd aan De Ploeg.
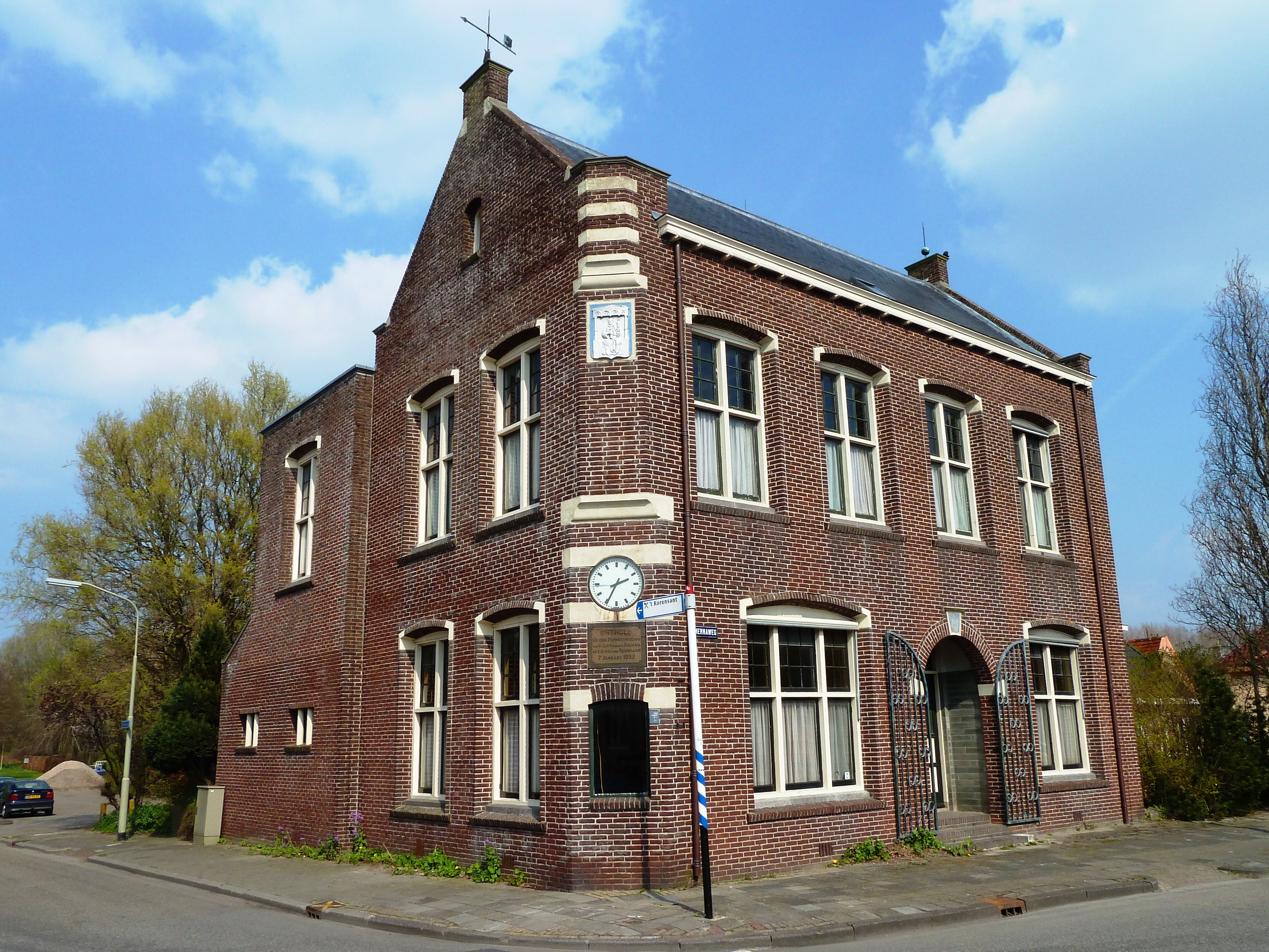
Het oude gemeentehuis van de gemeente Leens uit 1909. Het was oorspronkelijk witgepleisterd en had een torentje. Deze en andere elementen verdwenen bij een verbouwing in 1937.
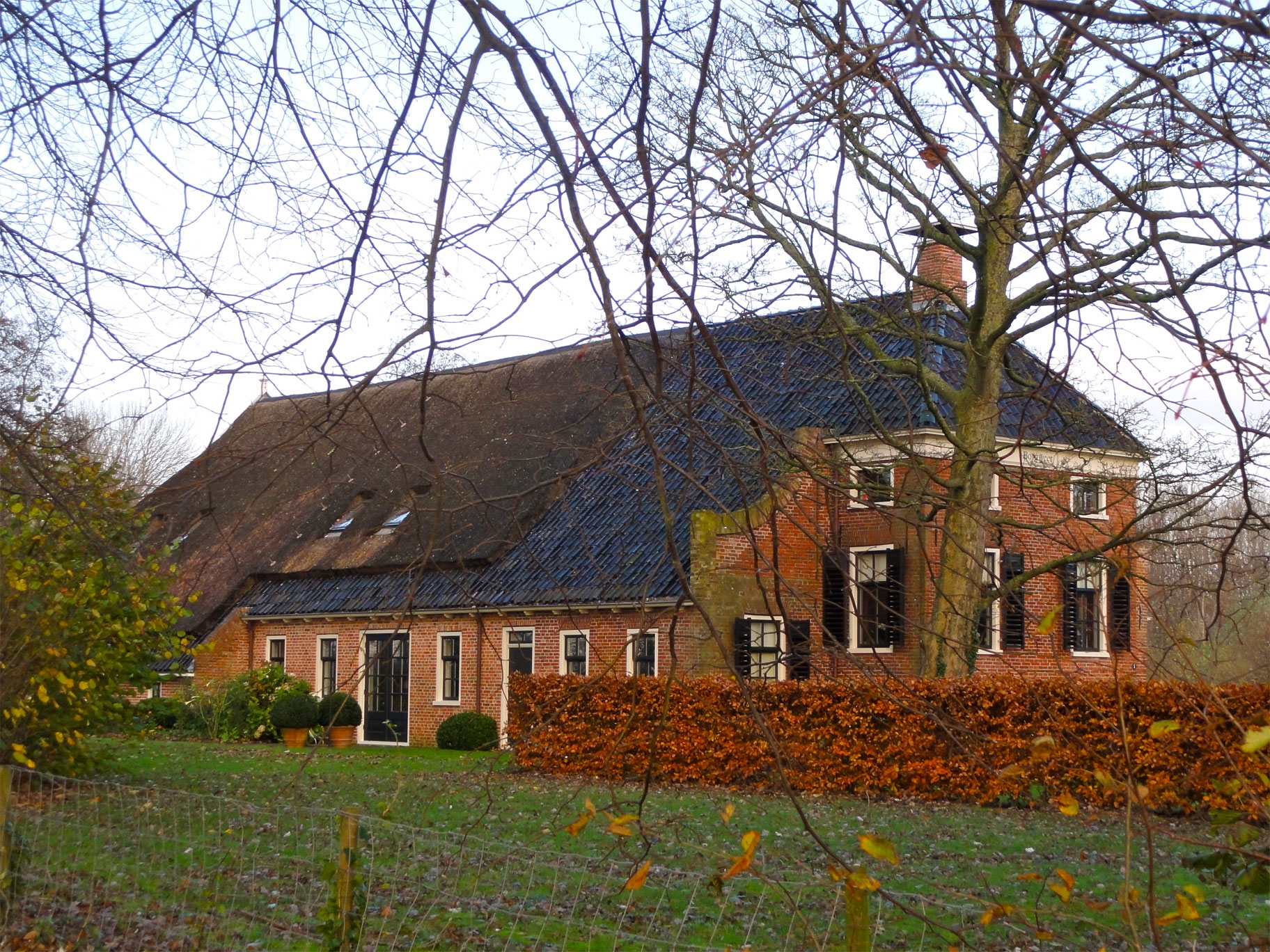
Boerderij Borgweer

## Verkeer en vervoer
Van 1897 tot 1922 reed er een paardentram tussen Winsum en Ulrum. Deze werd vervangen door de spoorlijn. De vroegere paardentramremise in Wehe is later in gebruik genomen als garage en bestaat nog steeds. Na restauratie is het gebouw weer teruggebracht in de oude staat. Wehe-den Hoorn had tussen 1922 en 1942 een station aan de spoorlijn Winsum - Zoutkamp. De spoorlijn is in 1942 opgebroken en het stationsgebouw is in 1964 gesloopt.
Wehe-den Hoorn is aangesloten op het hoofdwegennet via de N361, die voor een groot deel op het voormalig spoortracé ligt.
Het dorp wordt bediend door buslijn 65.

## Sport en recreatie
Door deze plaats loopt de Europese wandelroute E9, ter plaatse ook Noordzeepad of Wad- en Wierdenpad geheten.

## Cultuur
In 2025 werd een aan het kunstenaarscollectief De Ploeg gewijd museum geopend in de voormalige Sint-Jozefschool in Wehe-Den Hoorn.

## Geboren
- Edzard Tjarda van Starkenborgh Stachouwer (1797-1872), jurist en bestuurder
- Louwe Huizenga (1893-1973), langeafstandsloper en ex-wereldrecordhouder op de marathon (1915)